# Тврдоперке
Тврдоперке (Acanthopterygii) су рибе са коштаним скелетом (кошљорибе којима је неколико предњих жбица леђног и аналног пераја несавитљиво и штрчи као чврсте коштане игле (основна разлика од мекоперки). Тело им је покривено ктеноидним или циклоидним крљуштима, а трбушна пераја су постављена испред грудних пераја. Рибљи мехур нема изводни канал или, ако га има, он је затворен.
Ова група обухвата велики број врста које већином живе у мору. Издвојене су најпознатије и најзначајније врсте како слатководне тако и морске.

## Класификација
- Ред
- Ред
- Ред
- Ред
- Ред
- Ред
- Ред
- Ред
- Ред
- Ред
- Ред
- Ред
- Ред
- Ред
- Ред
- Ред

## Слатководне врсте
- Гргеч (Perca fluviatilis)
- Смуђ
- Грегорац (Gasterosteus aculeatus)
- Балавац (Acerina cernua)
- Пеш
- Стрелац (Toxotes jaculator)
- Пењачица или пузавица (Anabas scandes)

## Морске врсте
- Зубатац (Dentex dentex)
- Туњ
- Сабљарка (Xiphias gladius)
- Орада (Chrisophrys aurata)
- Барбун или трља (Mullus barbatus)
- Скарпина или шкрпина (Scorpaena scrofa)
- Морски паук, рањ или драган (Trachinus draco)
- Скуша (Scomber scombris)
- Локарда (Scomber colias)
- Врана (Labrus merula)
- Ципула (Mugil cephalus)
- Ковач (Zeus faber)
- Морски петлић (Dactylopterus volitans)
- Морска ласта (Trigla corax)
- Прилепуша (Echeneis remora)
- Гирица или гира (Maena) са три врсте:
  - Облица (Maena smaris)
  - Оштруља (M. chrysecis)
  - Модрак (M. vulgaris)
- Морски ђаво, грдобина или пецач (Lophius piscatorius)